# 酸化クロム
酸化クロム（さんかクロム、英: chromium oxide）はクロムの酸化物。クロムの酸化数に応じて酸化クロム(II)、酸化クロム(III)、酸化クロム(IV)、酸化クロム(VI)が存在する。また、混合酸化物（mixed oxide、MOX)、過酸化物も知られている。
クロムの酸化還元電位は Cr(III) が最も安定であり、酸化物も酸化クロム(III)が最も安定である。酸化クロム(IV)、酸化クロム(VI)は酸化剤として用いられる。

## 酸化クロム(II)
組成式 CrO。黒色の粉末で、水に不溶。

### 性質
- 化学的には不安定で、加熱により Cr と Cr2O3 に不均化する。
- 空気中で酸化されて Cr2O3 となる。
- 希硫酸、希硝酸には溶けない。
- 塩酸に溶け、水素を発生させて青色溶液を生ずる。

### 製法
- クロムアマルガムを空気あるいは硝酸と作用させて酸化させる。
- 赤熱した酸化クロム(III) に水素あるいはエタノールを通じる。
- 塩化クロム(II) CrCl2 と炭酸ナトリウム Na2CO3 を混合し、加熱する。
- クロムカルボニルを熱分解する。

## 酸化クロム(III)

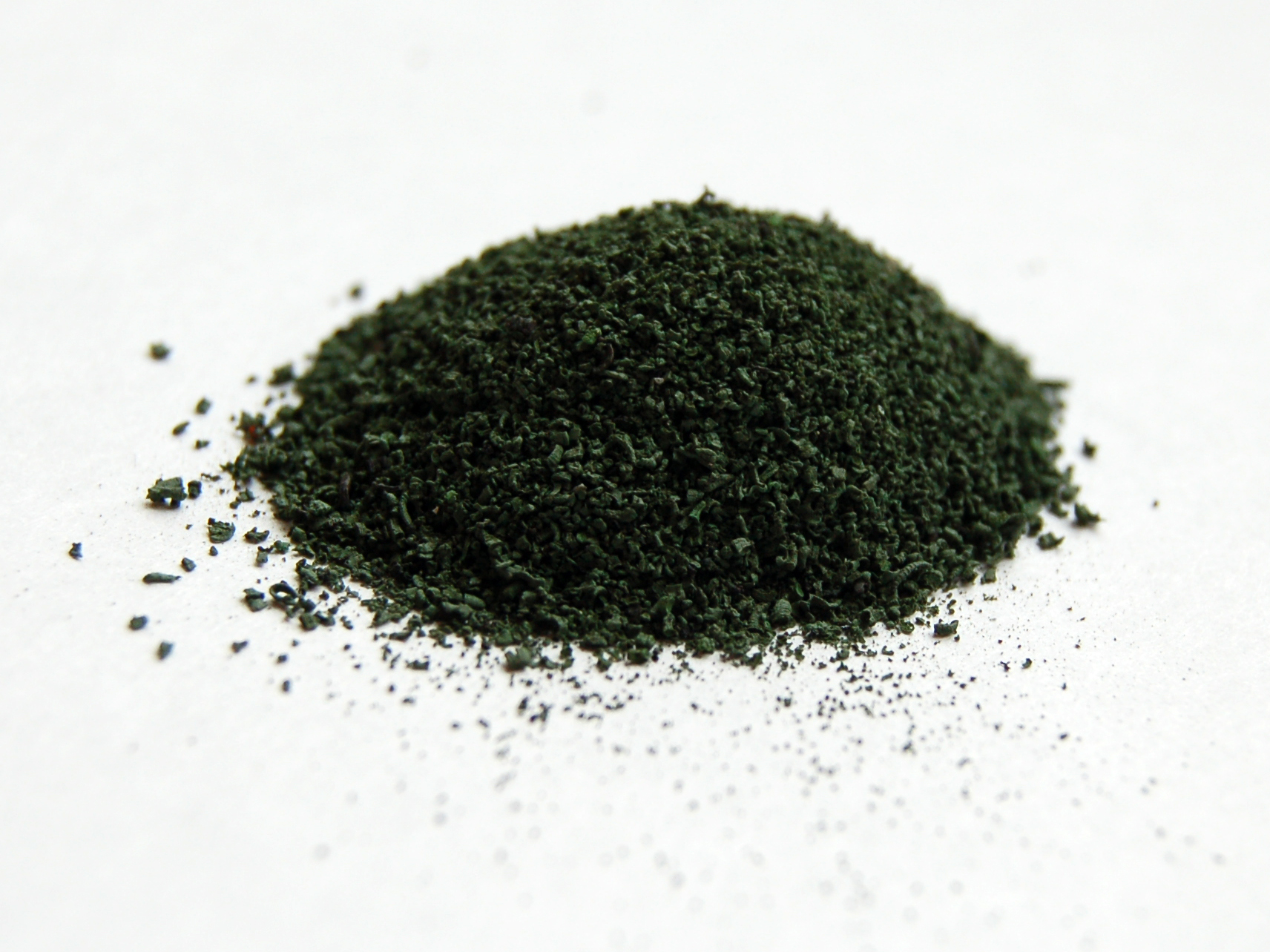
酸化クロム(III) の結晶

組成式 Cr2O3。緑色の固体で、水に不溶。

### 物理的性質
- コランダム (α-Al2O3) 型構造、六方晶系
- 融点 2435 °C、沸点 4000 °C
- 比重 5.21 (20 °C)

### 化学的性質
- きわめて安定。
- 酸、アルカリに不溶。
- 臭素酸アルカリ水溶液と熱することで溶解する。

### 利用
- 耐熱合金の表面に生成し、緻密な保護皮膜となる。
- 顔料として黒板や絵具（オキサイド・オブ・クロミウム）などに用いられる。
- 研磨剤
- 有機反応の触媒
- 単結晶は半導体になる。

## 酸化クロム(IV)
組成式 CrO2。黒色の粉末で、水に不溶。

### 物理的性質
- 正方晶系、ルチル型構造。
- 強磁性を示す。

### 利用
- 磁気テープ用磁性体　（現在は使われていない。）

## 酸化クロム(VI)

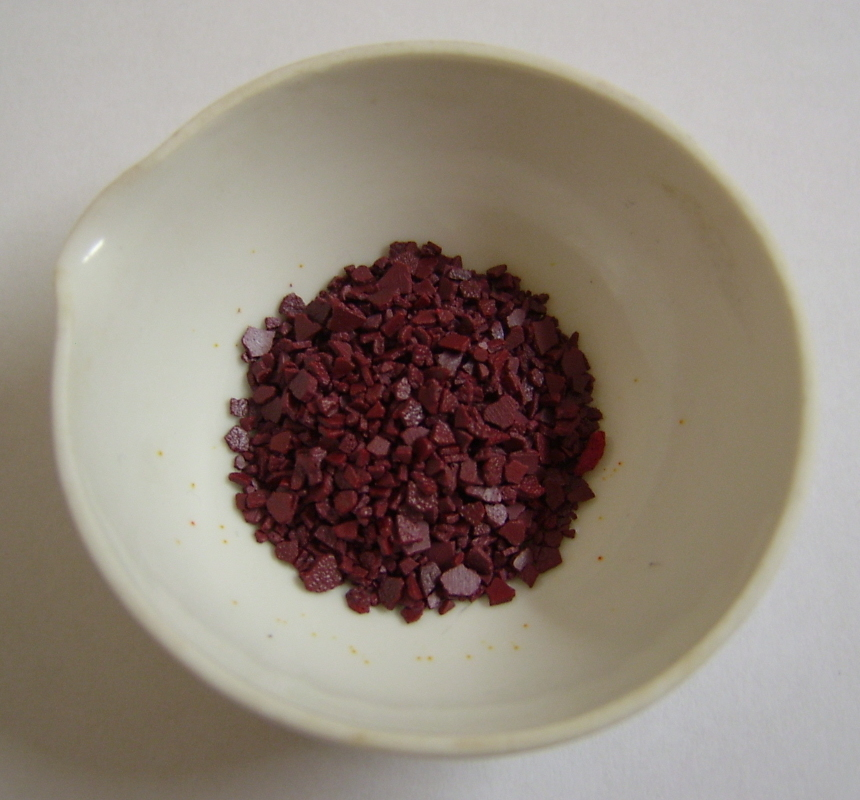
酸化クロム(VI) の結晶

三酸化クロム（さんさんかクロム）、無水クロム酸（むすいクロムさん）とも呼ばれる。組成式 CrO3。赤色の結晶。

### 物理的性質
- 斜方晶系、針状結晶。
- 融点 196 °C（分解）
- 比重 2.629 (14 °C)

### 化学的性質
- 水に溶けてクロム酸と二クロム酸になる。
- 潮解性が強い。
- 250 °Cで分解して酸素 O2 を発生し、Cr2O3 となる。

### 利用
- 有機反応の酸化剤。詳細は クロム酸酸化 を参照。
- ガラスの洗浄。

### 毒性
- きわめて毒性が強い。半数致死用量 (LD50) は80 mg/kg（ラット、経口）、127 mg/kg（マウス、経口）。